# Роланд, Рут
Рут Роланд (англ. Ruth Roland, 26 августа 1892 — 22 сентября 1937) — американская актриса и продюсер.
Родилась в Сан-Франциско в семье театрального менеджера, из-за чего уже с юных лет стала участвовать в театральных постановках и водевилях. В 1909 году на одном из выступлений её заметил режиссёр Сидней Олкотт и пригласил на киностудию «Kalem Studios». За довольно короткий срок Роланд стала ведущей актрисой студии, появившись за последующие десять лет почти в двух сотнях короткометражек, как на «Kalem Studios», так и на «Balboa Films».
С началом 1920-х годов актриса стала намного реже появляться на экранах, вернувшись на театральную сцену. После наступления эры звукового кино Роланд всего дважды появилась на экранах — в картинах «Рено» (1930) и «С девяти до девяти» (1935).
Роланд дважды была замужем. Её вторым супругом в 1929 году стал актёр Бен Бард, с которым она оставалась вместе вплоть до своей смерти от рака в сентябре 1937 года. 45-летняя актриса была похоронена рядом с матерью в склепе кладбище Форест-Лаун в Калифорнии. Её вклад в американскую киноиндустрию отмечен звездой на Голливудской аллее славы.